# Charles Brown (Politiker)
Charles Brown (* 23. September 1797 in Philadelphia, Pennsylvania; † 4. September 1883 in Dover, Delaware) war ein US-amerikanischer Politiker. Zwischen 1841 und 1843 sowie nochmals von 1847 bis 1849 vertrat er den Bundesstaat Pennsylvania im US-Repräsentantenhaus.

## Werdegang
Charles Brown besuchte die öffentlichen Schulen seiner Heimat und zog danach mit seinem Vater ins Cumberland County in New Jersey. Zwischen 1817 und 1819 diente er als Offizier in der Nationalgarde dieses Staates. Im Jahr 1819 wurde er als Town Clerk in Dover angestellt; zwischen 1820 und 1821 arbeitete er als Lehrer in Dividing Creek. 1823 kehrte er nach Philadelphia zurück, wo er im Brennholzgeschäft tätig war. Im Jahr 1828 wurde er einer der Direktoren der Schulverwaltung von Philadelphia. Gleichzeitig schlug er als Mitglied der Demokratischen Partei eine politische Laufbahn ein. In den Jahren 1830 und 1831 saß er im Stadtrat von Philadelphia. Von 1830 bis 1833 war er Abgeordneter im Repräsentantenhaus von Pennsylvania; zwischen 1834 und 1838 gehörte Brown dem Verfassungskonvent von Pennsylvania an. Danach war er von 1838 bis 1841 Mitglied des Staatssenats.
Bei den Kongresswahlen des Jahres 1840 wurde Brown im ersten Wahlbezirk von Pennsylvania in das US-Repräsentantenhaus in Washington, D.C. gewählt, wo er am 4. März 1841 die Nachfolge von Lemuel Paynter antrat. Da er im Jahr 1842 auf eine erneute Kandidatur verzichtete, konnte er bis zum 3. März 1843 zunächst nur eine Legislaturperiode im Kongress absolvieren. Diese Zeit war von den Spannungen zwischen Präsident John Tyler und den Whigs geprägt. Außerdem wurde damals bereits über eine mögliche Annexion der seit 1836 von Mexiko unabhängigen Republik Texas diskutiert.
Im Jahr 1843 leitete Brown die Versammlung, auf der die Kanalbeauftragten des Staates Pennsylvania nominiert wurden. Außerdem war er auf lokaler Ebene politisch tätig. Bei den Wahlen des Jahres 1846 wurde er im dritten Distrikt seines Staates erneut in den Kongress gewählt, wo er am 4. März 1847 John Hull Campbell ablöste. Bis zum 3. März 1849 konnte er eine weitere Amtszeit im US-Repräsentantenhaus verbringen, die von den Ereignissen des Mexikanisch-Amerikanischen Kriegs bestimmt war. Im Jahr 1848 kandidierte er nicht mehr.
Zwischen 1851 und 1853 gehörte Brown der Kontrollkommission des Eastern State Penitentiary, einer Strafanstalt für das östliche Pennsylvania, an. Von 1853 bis 1857 leitete er die Zollbehörde im Hafen von Philadelphia. Seit 1861 lebte er in Dover, wo er in der Landwirtschaft arbeitete. In den Jahren 1864 und 1865 war er als Town Commissioner bei der dortigen Stadtverwaltung angestellt. Im August 1866 nahm Brown als Delegierter an der National Union Convention in Philadelphia teil. Von 1871 bis 1878 war er Kuratoriumsvorsitzender für die öffentlichen Schulen in Dover. Er starb am 4. September 1883 in Dover und wurde in Philadelphia beigesetzt.